# René-Victor Pilhes
Pour les articles homonymes, voir Pilhes.
Œuvres principales
- L'Imprécateur (Roman1974)
- La Rhubarbe (1965)
- Le Loum (1969)
- La Pompéi (1985)
- Les Démons de la cour de Rohan (1987)
- La Position de Philidor (1992)

Compléments
- Prix littéraires :
  - Prix Médicis 1965 pour La Rhubarbe
  - Prix Fémina 1974 pour L'Imprécateur
  - Feuille d'or de la ville de Nancy 1989 pour La Médiatrice
  - Prix de la littérature policière Edmond Locard 1992 pour La Position de Philidor

René-Victor Pilhes, né le 1er juillet 1934 à Paris et mort le 6 février 2021 à Paris, est un écrivain français et ancien publicitaire.
Pilhes a commencé à travailler comme publicitaire à Air France puis à Publicis où il exerça le poste de directeur de la création, membre du directoire, avant de se consacrer entièrement à la littérature où il pose sur la société le regard d'un moraliste. Son œuvre la plus connue est L'Imprécateur (prix Femina 1974).

## Biographie

### Origines familiales et jeunesse: «l'enfant naturel de l'Ariège»
René, Jean, Laurent Pilhes (prononcer « Pille ») est issu d’anciennes familles ariégeoises ; son arrière-grand-oncle Victor Pilhes fut d’ailleurs député sous la Seconde République, il ajoute son prénom au sien dès son premier roman. C’est dans cette région qu’il grandit, à Seix ; les montagnes et les villages ariégeois ponctuent nombre de ses romans.
Enfant illégitime, il est élevé par sa grand-mère maternelle. La bâtardise est d’ailleurs le thème de son premier roman, La Rhubarbe.
Il poursuit des études au collège à Saint-Girons, au lycée à Toulouse puis au lycée Buffon de Paris et parvient jusqu’au baccalauréat.
En juin 1955, il est envoyé en Algérie où après ses classes il devient aspirant puis sous-lieutenant. Il y reste jusqu’en septembre 1957 et sort marqué par cette expérience.

### Débuts de romancier: «l'écrivain publicitaire»
À son retour d'Algérie, il commence à travailler à Air France aux trois-huit comme agent commercial et s’engage politiquement. Il milite à la CGT, dont il devient secrétaire de la section d'Invalides, soutient Mendès-France puis adhère au Parti socialiste unifié (PSU). Avec Jean-Jacques Servan-Schreiber, il fonde l’Association des anciens d’Algérie.
Il se marie, sa carrière évolue : au début des années 1960, il est rédacteur publicitaire toujours chez Air France, puis chez Dorland et Grey avant de devenir concepteur-rédacteur chez Publicis. Il prend de la distance avec la politique et son besoin d’écrire se fait de plus en plus ressentir, notamment après la mort de sa grand-mère maternelle.

Son premier roman, La Rhubarbe,  (initialement intitulé Le Bâtard, parait en 1965 et est salué par le Prix Médicis. Son narrateur, Urbain Gorenfan / Aubain Minville, y relate la quête d’identité d’un jeune homme non reconnu par son père, qui cherche à connaître l’enfance qui aurait été la sienne s’il avait été légitimé. Les faits sont inventés. Même si l’histoire pourrait a priori s’apparenter à une autobiographie, Pilhes la transforme en un roman baroque aux péripéties extraordinaires. 

« Prendre de la hauteur, ne pas craindre ce que dicte l’imagination, soigner l’équilibre entre la réalité et sa fiction, tels sont mes soucis constants de romancier. »

En 1969 est publié son deuxième roman, Le Loum, pic phallique dont l’ascension hantera les écrits suivants de l’auteur. Dans ce roman audacieux aux passages scabreux, Son Excellence, le Maître entreprend l’escalade de ce grand dard rocheux qui pointe vers l’azur avec sa vieille mère dans un combat singulier. Ce livre est d’ailleurs présenté comme une « épopée psychanalytique ». René-Victor Pilhes en dira : « Le Loum est l’histoire d’un terrible duel entre la mère et le fils. […] C’est : “Je vais, une fois pour toutes, te démontrer que je suis beaucoup plus puissant que mon père et que tous les hommes que tu as pu admirer dans ta vie.”. » Le livre a fait l'objet d'une lecture publique à Genève et figure dans l'Anthologie de la littérature érotique de Jean-Jacques Pauvert.

### 1974:L'Imprécateur
L'Imprécateur marque un tournant dans la vie de l’écrivain. Il se consacre désormais pleinement à la littérature. Les sujets abordés changent, même si le burlesque et la fantasmagorie de son écriture restent. « L’auteur a promené son regard non plus sur les bas-ventres de sa maman, de son père inconnu et de quelques autres mais sur les “dessous” de la société dont il était le contemporain. »
Ce roman obtient le prix Fémina et est un best-seller : 390 000 exemplaires vendus. Chaleureusement accueilli par la critique, il dénonce les travers de l’économie, où la quête effrénée du profit remplace les vertus. De mystérieuses imprécations ébranlent l’entreprise Rosserys and Mitchell, dans l’esprit de ses cadres comme dans ses assises et fondations. Un film en est tiré en 1977.
Après l’élection de Valéry Giscard d'Estaing à la présidence, il renoue avec la politique, adhère au Parti socialiste et milite activement dans les années qui suivent. Son quatrième roman, La Bête (1976) est plus engagé politiquement que les précédents. Il narre les dérives coercitives lorsqu’un groupe de jeunes d’un village d’Ariège envisage de s’opposer à un rassemblement des Jeunesses Libérales Avancées : « Réprouver la violence antidémocratique est une chose, approuver la chasse aux minorités agissantes en est une autre. »

### Pilhes dans les années 1980-1990
En 1981, dans Les Plaies et les bosses, issu d’entretiens avec Maurice Chavardès, il fait le point sur sa carrière, reprend ses distances avec la politique et annonce l’écriture de plusieurs romans. Il n’abandonne cependant complètement le monde des affaires qu’en 1986 (passage à TF1 et à Havas).
Il reprend néanmoins l’écriture avec assiduité, neuf romans paraissent entre 1985 et 1999. Il pose un regard moraliste sur les travers d’une société touchée par les maux du libéralisme économique, les noirceurs du passé ou les machinations politiques.
La Pompéi (1985) revient sur les heures sombres de l’Occupation, et sa suite, Les Démons de la cour de Rohan (1987), aborde la question du gauchisme des années 1970 et le basculement dans le terrorisme. En 1988 paraît L’Hitlérien qui suscite une certaine polémique. Il s’attaque au délicat problème de l’antisémitisme à la fin du XXe siècle. Du fait des conflits en Palestine, le nouvel antisémitisme sera antisioniste défend-il. En 1989, c’est La Médiatrice qui dénonce les dérives du monde de la télévision, de ses stars, étoiles éphémères prêtes à tout pour survivre publiquement, embarquées sur un bateau qui tangue de plus en plus dangereusement.
Le Fakir (1995) fait resurgir le passé algérien du maître sondeur Lenoyer (tortures, méthodes de pacification), période passée sous silence dont les vicissitudes ont des conséquences encore lourdes actuellement.
Dans Le Christi (1997) les habitants d’un village garant des vestiges des derniers cathares voient son calme perturbé par l’arrivée d’une mission scientifique américaine.
Pilhes est candidat en position non-éligible aux élections européennes de 1994, sur la liste de Jean-Pierre Chevènement dont il est très proche.
Le sujet des cadres d’entreprise intéresse toujours Pilhes, et La Position de Philidor (1992), roman policier, transpose de jeunes cadres ambitieux dans un village de montagne où se produit un crime. L’année suivante parait La Faux qui narre les derniers jours d’un magnat de la finance retrouvant les gestes ancestraux de ses ancêtres faucheurs. Une adaptation télévisée sera faite en 2003.
Dans son dernier roman La Jusquiame (1999) réapparaissent Aubain Minville et Urbain Gorenfan, héros de La Rhubarbe, autour d’une enquête sur le meurtre d’une jeune militante antinucléaire.

### Dernières années
Retraité, il vit entouré de ses six petits-enfants.
Il n’a pas publié pendant 17 ans, jusqu'en 2016. Il annonçait la troisième partie du Loum longtemps auparavant : « Le Loum n’est pas terminé. Il comprend seulement deux parties sur trois, la partie ambigüe (Orgueils et sévices) et la partie tendue (Folies et Folies). Reste à écrire la partie perdue. »
Soucieux de l’héritage littéraire qu’il laissera et désirant défendre et faire mieux connaitre son œuvre, il tient un blog dans lequel il rend compte des critiques qui l’ont encensé au cours de sa carrière et livre quelques clés pour la lecture de ses romans.

Reste la polémique de L’Hitlérien : vingt ans après sa parution, Pilhes dit avoir été accusé d’antisémitisme et avoir subi en conséquence un torpillage en règle. Dans le dictionnaire de Jérôme Garcin, dans sa propre notice écrite juste après L’Hitlérien, il se justifiait ainsi : 

« l’auteur a voulu montrer un échantillon de ce qui serait un discours “néo-antisémite”. […] Car il lui a semblé que, si l’on n’y prenait garde, cinquante ans après l’holocauste, on courait droit à cette situation. […] L’auteur l’a fait sans ambages, sans arrière-pensées, dans le souci de servir la tolérance et la démocratie. Mais la communauté juive n’y croit pas ou feint de ne pas y croire. […] Pis le voilà accusé d’antisémitisme. Que faire de plus ? Il faut y réfléchir. Et bien peser ce qu’on laisse derrière soi. »

En janvier 2016 paraît La Nuit de Zelemta, roman ayant pour cadre les événements d'Algérie à la fin des années 1950, et dont la figure centrale est Ramdane Abane.
Il meurt le 6 février 2021 à Paris à l'âge de 86 ans, et est enterré au cimetière des Longs Réages à Meudon.

## Style
Pilhes commence par écrire deux romans qui ne seront pas publiés. Dans Les Plaies et les bosses, il confie à ce propos à Maurice Chavardès : 

« J’ai commencé à écrire à vingt ans. Sur la bâtardise évidemment. Mais alors, c’était vraiment autobiographique. Je ne parvenais pas à composer. Ensuite, à mon retour d’Algérie, j’ai écrit un texte sur cette guerre. […] Je n’arrivais pas à prendre de la hauteur pour interpeller ma bâtardise et lui dire : “Tout ne m’intéresse pas en toi. […] Tu m’intéresses enfermée, soumise, nue, ouverte, pantelante, terrorisée, affamée, derrière les barreaux de la création littéraire”. »

 C’est cette réalité réinterprétée sous le prisme du burlesque qui imprime son style d’écrivain.
Certains noms de ses personnages sont récurrents tels Nomen, Lenoyer, Gorenfan, Minville. Le narrateur se nomme parfois Pilhes, mais change d’identité et de profession dans les différents romans. L’Ariège et ses villages paisibles servent très souvent de cadre aux péripéties de ses héros, l’ombre du Loum plane.

J.-P. Damour analyse l’écriture de Pilhes en notant son goût pour « les clins d’œil », l’exploitation des « lieux communs narratifs » et « clichés psychanalytiques » (cf. La Rhubarbe et Le Loum) : 

« Il naît de cette accumulation ostensible de procédés une composition baroque, souvent parodique, qui parfois transforme la quête des personnages principaux en une sorte d’épopée burlesque. »

## Publications

### Romans
- La Rhubarbe (1965) Prix Médicis 1965.
- Le Loum (1969)
- L'Imprécateur (1974), éd. du Seuil Prix Fémina 1974.
- La Bête (1976)
- Toute la vérité (1980)
- La Pompéi (1985)
- Les Démons de la cour de Rohan (1987)
- L'Hitlérien (1988)
- La Médiatrice (1989)
- La Position de Philidor (1992)
- La Faux (1993)
- Le Fakir (1995)
- Le Christi (1997)
- La Jusquiame (1999)
- La Nuit de Zelemta (2016)

### Essai
- « Il existe une concurrence un peu fantasmatique entre le jeu d'échecs et la littérature », dans Europe-Échecs, n° 296, août-septembre 1983, p. 14-16

## Adaptations cinématographiques
- L'Imprécateur (1977), réalisé par Jean-Louis Bertuccelli
- La Faux (2003) — téléfilm